# São Domingos (Sergipe)
Pour les articles homonymes, voir São Domingos et Domingos (homonymie).
São Domingos est une municipalité brésilienne située dans l'État du Sergipe.